# Волынь (фильм)
«Волынь» — польская военная драма 2016 года, снятая режиссёром Войцехом Смажовским и посвящённая Волынской резне. Первый в истории художественный фильм, повествующий о трагических событиях на Волыни в 1943 году.
По мнению Войцеха Смажовского, его фильм должен стать толчком к примирению поляков и украинцев.

## Сюжет
Повествование охватывает польский период, предшествующий началу Второй мировой войны, советский период до вторжения Германии в СССР, период немецкой оккупации и непосредственно Волынской резни. В центре повествования — польская девушка Зося Гловацкая. Вопреки воле, родители выдают её не за любимого — украинского парня Петра, а за богатого польского вдовца Мацея Скибу, предложившего восемь моргов земли и корову. После свадьбы Зося вынуждена нянчить детей мужа от прошлой жены, а муж уходит на польско-немецкий фронт. Девушка становится свидетельницей прихода Красной Армии на западноукраинские земли, депортации зажиточных поляков вглубь СССР, немецко-фашистской оккупации, Холокоста, а затем истребления польского населения украинскими националистами. На фоне этих событий она теряет всех своих родных и близких.

## Съёмка
Фильм создан по мотивам сборника рассказов Станислава Сроковского «Ненависть». Съёмки проходили в скансене в городе Кольбушова, селе Езёжаны, Музее люблинской деревни, гмине Визна, окрестностях Равы Мазовецкой, Санока и Скерневице.
Для финансирования съёмки фильма был создан специальный фонд — Fundacja na Rzecz Filmu Wołyń. В феврале 2016 года режиссёр обратился к общественности с просьбой оказать поддержку для завершения проекта. Призыв поддержали Станислав Сроковский, Эва и Владислав Семашко. Затем средства были выделены Польским телевидением и рядом других спонсоров.
Премьера фильма состоялась 29 сентября 2016 года в Нижнесилезском киноцентре во Вроцлаве. Перед началом фильма перед зрителями выступили член правления Нижнесилезского воеводства Тадеуш Самборский и историк, специалист по новейшей истории Восточных кресов и специалист в сфере польско-украинских отношений доктор Люцина Кулинская.

## Историческая достоверность
Создатели фильма особое внимание уделяли исторической достоверности фильма: на съёмочной площадке постоянно присутствовал историк.
Ряд эпизодов фильма является прямой отсылкой к реальным событиям Волынской резни:
- казнь поэта, офицера Армии Крайовой — судьба подпоручика Зигмунта Румеля, по поручению Польского правительства в Лондоне прибывшего на переговоры с бандеровцами без оружия и разорванного лошадьми;
- истребление верующих в костеле — события в селах Киселин (11 июля 1943 года) и Порыцк;
- сцена освящения кос и топоров и проповедь насилия священнослужителем-униатом[источник не указан 534 дня] — события в селе Штунь Любомельского повята, а также в церквях сел Славентин, Янковице, Солонев, Хлебовице Свирски, Слупки, Чернишувка, Гермакувка, Ненькове, Гайе Вельке.

## В ролях
| Актёр                   | Роль                                                    |
| ----------------------- | ------------------------------------------------------- |
| Михалина Лабач          | Зося Гловацкая                                          |
| Аркадиуш Якубик         | Мацей Скиба                                             |
| Василь Василик          | Петро Гапына                                            |
| Изабела Куна            | Гловацкая                                               |
| Адриан Заремба          | Антек Вильк                                             |
| Лех Дыблик              | Гаврылюк                                                |
| Яцек Брацяк             | Гловацкий                                               |
| Томаш Сапрык            | Исаак Мельцер, еврей-шинкарь                            |
| Этель Шиц               | Хайка Мельцер                                           |
| Анджей Попель           | Ромек Гловацкий, брат Зоси                              |
| Себастьян Штегманн      | немец                                                   |
| Захарьяш Мушиньский     | Богдан                                                  |
| Михал Гадомский         | Юрны Юрчак                                              |
| Пшемыслав Стройковский  | Олесь Гаврылюк                                          |
| Виталий Салий           | православный священник                                  |
| Владимир Протцюк        | Орлик Либера                                            |
| Сергей Бачик            | Андрей Курчук                                           |
| Борис Триус             | униатский священник, призывавший к насилию над поляками |
| Людмила Гончарова       | сестра Петро                                            |
| Олесь Федорченко        | Иван Гук                                                |
| Георгий Поволоцкий      | мельник                                                 |
| Павел Криксунов         | грабитель                                               |
| Александр Збаражский    | Василь Гук                                              |
| Ирина Складан           | Ольга Гапына, мать Петра                                |
| Нина Антонова           | Бабулина                                                |
| Андрей Сницарчук        | офицер НКВД                                             |
| Роман Скоровский        | Степан Чума                                             |
| Александр Чешеров       | Мыкола Меленчук                                         |
| Януш Хабёр              | ксёндз Юзеф                                             |
| Мария Собоциньская      | Геля Гловацкая                                          |
| Матильда Краевская      | Марыся Скиба (дочь Мацея)                               |
| Игнацы Сут              | Франек Скиба (сын Мацея)                                |
| Габриэля Мускала        | Бронка (сестра Мацея)                                   |
| Беата Лучак             | Гаврылюкова                                             |
| Гжегож Войдон           | фотограф Зависляк                                       |
| Дариуш Точек            | полицейский Вилиуш                                      |
| Марцин Штабиньский      | Сташек Квятковский                                      |
| Петр Новак              | польский солдат                                         |
| Збигнев Валерысь        | украинец                                                |
| Ян Александрович-Краско | советский партизан                                      |
| Войцех Зелиньский       | поручик Армии Крайовой                                  |
| Филип Плавяк            | капитан Зыгмунт Кшеменецкий                             |
| Эрик Любос              | Зайдель                                                 |
| Иренеуш Чоп             | ксёндз                                                  |
| Станислав Понк          | поляк в костёле                                         |
| Юзеф Мика               | немецкий офицер                                         |
| Анна Гжещак             | Анеля (тёща Скибы)                                      |
| Ярослав Груда           | Лисовский                                               |
| Ежи Рогальский          | Винценты Квятковский                                    |

и другие.

## Награды
- 2016 — Номинация на Золотого льва 41-го кинофестиваля в Гдыне[6].
- 2016 — Приз за лучший актёрский дебют на 41-м кинофестивале в Гдыне[7].
- 2016 — Премия за лучшую операторскую работу на 41-м кинофестивале в Гдыне[8].
- 2016 — Премия председателя Польского телевидения в размере 100 тысяч польских злотых[9].
- 2017 — Награда Союза польских киносценаристов за 2016 год «Золотая лента»[10].

## Реакция на территории Украины
В фильме сыграли тридцать украинских актёров, в основном из Львова и Тернополя. Перед началом съёмок актёры получили полный сценарий фильма на украинском языке, после чего несколько приглашённых отказались от участия, мотивируя это антиукраинской направленностью фильма.
Запланированный на 18 октября 2016 года показ фильма, организованный Польским культурным центром в Киеве (Instytut Polski w Kijowie), был отменён по настоятельной рекомендации МИД Украины. По словам посла Украины в Польше Андрея Дещицы, решение связано с возможными уличными протестами и негативной реакцией общественности.
Напротив, известная украинская военнослужащая и политик Надежда Савченко поддержала создание фильма.

## Отзывы
Кинокритик Тадеуш Соболевский отметил:

Через мгновение после первого показа «Волыни» Войцеха Смажовского на фестивале в Гдыне я хочу сказать только одно: это великий фильм. Беспрецедентный в польском кинематографе после 1989 года. Он не осуждает взаимных прегрешений, не ведет к какому-либо политическому тезису. Он дает целостный образ мира, в котором зло ищет выход и находит его.
Оригинальный текст (пол.)Chwilę po pierwszej projekcji "Wołynia" Wojciecha Smarzowskiego na festiwalu w Gdyni chce się powiedzieć jedno: to wielki film. Bez precedensu w polskim kinie po 1989 roku. Nie sądzi wzajemnych przewin, nie prowadzi ku żadnej politycznej tezie. Daje całościowy obraz świata, w którym zło szuka sobie ujścia i je znajduje.

Публицист Лукаш Важеха считает:

Это, пожалуй, лучший фильм в карьере этого режиссёра и один из лучших созданных в Польше фильмов об истории. (…) Смажовскому удалось сделать то, что не получается у многих режиссёрам в подобных ситуациях: сужая перспективу до видения ситуации обычным человеком, он не потерял подлинности и баланса событий. В идеальном мире честный по отношению к собственной истории украинец ни в коем случае не мог бы счесть этот фильм антиукраинским или нацеленным против хороших отношений между обеими странами.
Оригинальный текст (пол.)To prawdopodobnie najlepszy film w karierze tego reżysera i jeden z najlepszych filmów o historii, jakie kiedykolwiek w Polsce zrobiono. (...) Smarzowskiemu udało się jednak to, co nie udaje się wielu reżyserom w podobnych sytuacjach: ograniczając perspektywę do sposobu widzenia sytuacji przez zwykłego człowieka, nie zgubił zarazem autentyzmu i balansu zdarzeń. W świecie idealnym Ukrainiec uczciwy wobec własnej historii w żaden sposób nie mógłby tego filmu uznać za antyukraiński czy wymierzony w dobre relacje obu państw. 

По словам публициста Марека Козубаля:

«Волынь» — фильм переломный и до боли настоящий. Войцех Смажовский описал резню, которую некоторые поляки и украинцы пытаются вытеснить из памяти во имя примирения. Между тем именно этот фильм, описывающий жестокость отравленных националистической идеологией людей, перепахав наше сознание, может стать мощным открытием истинного польско-украинского примирения. Вопрос только, готовы ли к этому мы и готовы ли украинцы принять правду о Волыни.
Оригинальный текст (пол.)„Wołyń” to film przełomowy i do bólu prawdziwy. Wojciech Smarzowski opisał rzeź, którą niektórzy Polacy i Ukraińcy starają się wyprzeć z pamięci, w imię pojednania. Tymczasem właśnie ten film, opisujący okrucieństwo ludzi zatrutych ideologią nacjonalistyczną, po przeoraniu naszej świadomość, może stać się mocnym otwarciem dla rzeczywistego pojednania polsko – ukraińskiego. Pytanie tylko, czy jesteśmy do tego przygotowani, i czy Ukraińcy są gotowi przyjąć prawdę o Wołyniu.

По мнению депутата Сейма РП от партии Kukiz’15 Бартоша Юзвяка, картина может послужить примирению между Украиной и Польшей в исторических вопросах. Депутат выразил надежду, что МИД Польши приложит все усилия к популяризации фильма на Украине.